# Saison 4 d'Old Christine
Chronologie
Saison 3 Saison 5
Cet article présente le guide des épisodes de la quatrième saison de la série télévisée américaine Old Christine (The New Adventures of Old Christine).

## Épisode 1: Titre français inconnu (A Decent Proposal)
- Titre original : A Decent Proposal
- Numéro(s) : 46 (4-01)
- Diffusions :
  -  États-Unis : 24 septembre 2008 sur CBS
  -  France : sur Canal+
- Audience(s) :
- Invité(es) :
- Résumé :

## Épisode 2: Titre français inconnu (How I Hate Your Mother)
- Titre original : How I Hate Your Mother
- Numéro(s) : 47 (4-02)
- Diffusions : 
  -  États-Unis : 1er octobre 2008 sur CBS
  -  France : sur Canal+
- Audience(s) :
- Invité(es) :
- Résumé :

## Épisode 3: Titre français inconnu (White Like Me)
- Titre original : White Like Me
- Numéro(s) : 48 (4-03)
- Diffusions : 
  -  États-Unis : 8 octobre 2008 sur CBS
  -  France : sur Canal+
- Audience(s) :
- Invité(es) :
- Résumé :

## Épisode 4: Titre français inconnu (Snakes on a Date)
- Titre original : Snakes on a Date
- Numéro(s) : 49 (4-04)
- Diffusions : 
  -  États-Unis : 15 octobre 2008 sur CBS
  -  France : sur Canal+
- Audience(s) :
- Invité(es) :
- Résumé :

## Épisode 5: Titre français inconnu (Everyone Says I Love You Except Ritchie)
- Titre original : Everyone Says I Love You Except Ritchie
- Numéro(s) : 50 (4-05)
- Diffusions : 
  -  États-Unis : 22 octobre 2008 sur CBS
  -  France : sur Canal+
- Audience(s) :
- Invité(es) :
- Résumé :

## Épisode 6: Titre français inconnu (Tie Me Up, Don't Tie Me Down)
- Titre original : Tie Me Up, Don't Tie Me Down
- Numéro(s) : 51 (4-06)
- Diffusions : 
  -  États-Unis : 29 octobre 2008  sur CBS
  -  France : sur Canal+
- Audience(s) :
- Invité(es) :
- Résumé :

## Épisode 7: Titre français inconnu (So You Think You Can Date)
- Titre original : So You Think You Can Date
- Numéro(s) : 52 (4-07)
- Diffusions : 
  -  États-Unis : 5 novembre 2008 sur CBS
  -  France : sur Canal+
- Audience(s) :
- Invité(es) :
- Résumé :

## Épisode 8: Titre français inconnu (Self-Esteem Tempura)
- Titre original : Self-Esteem Tempura
- Numéro(s) : 53 (4-08)
- Diffusions : 
  -  États-Unis : 12 novembre 2008 sur CBS
  -  France : sur Canal+
- Audience(s) :
- Invité(es) :
- Résumé :

## Épisode 9: Titre français inconnu (Rage Against the Christine)
- Titre original' : Rage Against the Christine
- Numéro(s) : 54 (4-09)
- Diffusions : 
  -  États-Unis : 19 novembre 2008 sur CBS
  -  France : sur Canal+
- Audience(s) :
- Invité(es) :
- Résumé :

## Épisode 10: Titre français inconnu (Guess Who's Not Coming to Dinner)
- Titre original : Guess Who's Not Coming to Dinner
- Numéro(s) : 55 (4-10)
- Diffusions : 
  -  États-Unis : 26 novembre 2008 sur CBS
  -  France : sur Canal+
- Audience(s) :
- Invité(es) :
- Résumé :

## Épisode 11: Titre français inconnu (Unidentified Funk)
- Titre original : Unidentified Funk
- Numéro(s) : 56 (4-11)
- Diffusions : 
  -  États-Unis : 10 décembre 2008 sur CBS
  -  France : sur Canal+
- Audience(s) :
- Invité(es) :
- Résumé :

## Épisode 12: Titre français inconnu (Happy Endings)
- Titre original : Happy Endings
- Numéro(s) : 57 (4-12)
- Diffusions : 
  -  États-Unis : 17 décembre 2008 sur CBS
  -  France : sur Canal+
- Audience(s) :
- Invité(es) :
- Résumé :

## Épisode 13: Titre français inconnu (Notes on a 7th Grade Scandal)
- Titre original : Notes on a 7th Grade Scandal
- Numéro(s) : 58 (4-13)
- Diffusions : 
  -  États-Unis : 14 janvier 2009 sur CBS
  -  France : sur Canal+
- Audience(s) :
- Invité(es) :
- Résumé :

## Épisode 14: Titre français inconnu (What Happens in Vegas is Disgusting in Vegas)
- Titre original : What Happens in Vegas is Disgusting in Vegas
- Numéro(s) : 59 (4-14)
- Diffusions : 
  -  États-Unis : 21 janvier 2009 sur CBS
  -  France : sur Canal+
- Audience(s) :
- Invité(es) :
- Résumé :

## Épisode 15: Titre français inconnu (Reckless Abandonment)
- Titre original : Reckless Abandonment
- Numéro(s) : 60 (4-15)
- Diffusions : 
  -  États-Unis : 11 février 2009 sur CBS
  -  France : sur Canal+
- Audience(s) :
- Invité(es) :
- Résumé :

## Épisode 16: Titre français inconnu (Honey, I Ran Over the Kid)
- Titre original : Honey, I Ran Over the Kid
- Numéro(s) : 61 (4-16)
- Diffusions : 
  -  États-Unis : 18 février 2009 sur CBS
  -  France : sur Canal+
- Audience(s) :
- Invité(es) :
- Résumé :

## Épisode 17: Titre français inconnu (Too Close for Christine)
- Titre original : Too Close for Christine
- Numéro(s) : 62 (4-17)
- Diffusions : 
  -  États-Unis : 11 mars 2009 sur CBS
  -  France : sur Canal+
- Audience(s) :
- Invité(es) :
- Résumé :

## Épisode 18: Titre français inconnu (A Change of Heart/Pants)
- Titre original : A Change of Heart/Pants
- Numéro(s) : 63 (4-18)
- Diffusions : 
  -  États-Unis : 18 mars 2009 sur CBS
  -  France : sur Canal+
- Audience(s) :
- Invité(es) :
- Résumé :

## Épisode 19: Titre français inconnu (Hair)
- Titre original : Hair
- Numéro(s) : 64 (4-19)
- Diffusions : 
  -  États-Unis : 8 avril 2009 sur CBS
  -  France : sur Canal+
- Audience(s) :
- Invité(es) :
- Résumé :

## Épisode 20: Titre français inconnu (He Ain't Heavy)
- Titre original : He Ain't Heavy
- Numéro(s) : 65 (4-20)
- Diffusions : 
  -  États-Unis : 6 mai 2009 sur CBS
  -  France : sur Canal+
- Audience(s) :
- Invité(es) :
- Résumé :

## Épisode 21: Titre français inconnu (The Old Maid of Honor)
- Titre original : The Old Maid of Honor
- Numéro(s) : 66 (4-21)
- Diffusions : 
  -  États-Unis : 13 mai 2009 sur CBS
  -  France : sur Canal+
- Audience(s) :
- Invité(es) :
- Résumé :

## Épisode 22: Titre français inconnu (Love: A Cautionary Tale)
- Titre original : Love: A Cautionary Tale
- Numéro(s) : 67 (4-22)
- Diffusions : 
  -  États-Unis : 20 mai 2009 sur CBS
  -  France : sur Canal+
- Audience(s) :
- Invité(es) :
- Résumé :